# Znak Zorro (film 1920)
Znak Zorro (ang. The Mark of Zorro) – amerykański niemy film płaszcza i szpady z roku 1920 w reżyserii Freda Niblo na podst. powieści The Curse of Capistrano Johnstona McCulleya, z Douglasem Fairbanksem w roli głównej. Pierwsza ekranizacja postaci Zorro stworzonej przez McCulleya w 1919 roku, opartej na autentycznej sylwetce historycznego kalifornijskiego banity, Joaquína Muriety.
Niemy film z Fairbanksem był „mniej ugrzeczniony” od późniejszych ekranizacji, m.in. serialu Disneya. Zorro rabował bogatych (by pomagać biednym), „Z” wycinał wprost na twarzach swych przeciwników, potrafił też płatać żołnierzom sztubackie figle (wiązanie karabinów etc.).
W kolejnych latach powstało jeszcze kilka filmów i seriali telewizyjnych o Zorro. Sam film został zremake’owany w latach 1940 i 1974.
W 2015 roku został wprowadzony do Narodowego Rejestru Filmowego Stanów Zjednoczonych jako film „znaczący kulturowo, historycznie bądź estetycznie”.

## Fabuła
Kalifornia, ok. 1820 rok. W Capistrano chodzą wieści o zamaskowanym obrońcy uciśnionych, Señorze Zorro chroniącym ludzi przed skorumpowaną administracją gubernatora Alvarado. Swym wrogom zostawia „znak Zorro” – bliznę w kształcie litery Z wyciętą na twarzy. Brutalny i nadużywający swych uprawnień sierżant Gonzáles marzy o pochwyceniu Zorro. Na moment do szynku wkracza przyjaciel Gonzalesa, młody szlachcic Don Diego Vega powracający z Hiszpanii.
Gonzáles wie, że Zorro zawsze pojawia się, gdy dzieje się krzywda Indianom lub duchownym. Gdy atakuje Indianina, wtem zjawia się Zorro toczący z nim zwycięski pojedynek. Zorro wraca do swej kryjówki i okazuje się nim być Don Diego, którego sekret zna tylko niemy Indianin Bernardo. Udaje zniewieściałego i dziecinnego przed wszystkimi, szczególnie przed swym ojcem, Don Alejandro. Ten irytuje się, że jego syn jeszcze się nie ożenił.
Rządy gubernatora dotykają także majętnych – rodzinę Pulido, której grozi bankructwo. Państwo Pulido aranżują spotkanie ich córki Lolity z Don Diego licząc na małżeństwo. Randka jest nieudana i Lolita uznaje Don Diega za mięczaka. Gdy rozpacza w ogrodzie, pod hacjendę Pulido zajeżdża Zorro, który podbija serce Lolity. Informacje o Zorro docierają do komendanta Los Angeles – kapitana Ramóna, który pożąda Lolity. Don Diego w porę udaje się uciec i wrócić do cywilnej tożsamości.
Państwo Pulido zostawiają Lolitę samą na czas, by złożyć apelację. Ponownie przybywa do niej bardziej natarczywy Ramón. Z opresji ratuje ją Zorro, który zostawia u Ramóna swój znak. W późniejszym czasie gubernator zostaje administratorem wioski, gdzie niesłusznie oskarżony zostaje franciszkanin ojciec Felipe o nielegalny handel skórami. Zorro wkrótce dopada urzędnika, który zlecił chłostę na ojcze Felipe i robi z nim odkładnie to samo. Wzburzony gubernator organizuje polowanie na Zorro, a Ramónowi rozkazuje aresztować rodzinę Pulido, która zdaje się współpracować z przestępcą.
Caballeros szukający Zorro zatrzymują się w hacjendzie Vegi, gdzie musi się wstydzić za łatwo męczącego się Don Diego. Gdy ten idzie spać, zjawia się ponownie jako Zorro i oskarża zgromadzonych o gnuśność, gdy tyrania rośnie w siłę. Ci rozumiejąc swój błąd przysięgają pomoc Zorro. Pierwszą wspólną misją jest odbicie rodu Pulido z więzienia. Niestety o planie dowiaduje się Ramón, który z żołnierzami ściga Zorro i jego zamaskowanych towarzyszy, a sam podszywa się pod jednego z nich by dobrać się do Lolity.
Rodzice Lolity są bezpiecznie eskortowani do hacjenty Don Alberta. Szybko się orientują, że córka jest nieobecna. Zorro w tym samym czasie skutecznie ucieka żołnierzom Gonzálesa. Dostrzega Ramóna z Lolitą, którą zanosi do swej hacjendy. Ramón, żołnierze i gubernator przeszukują hacjendę, Zorro jako Don Diego sprzeciwia się najściu. Lolita zostaje odnaleziona, zaś Don Diego zwymyślany przez Ramóna toczy z nim pojedynek i ujawnia przy wszystkich swą tajną tożsamość. Triumfujący lud wspierany przez Gonzálesa kończy się zmuszeniem Ramóna do dymisji, a gubernatora – do abdykacji.

## Obsada
- Douglas Fairbanks – Señor Zorro / Don Diego Vega
- Marguerite De La Motte – Lolita Pulido
- Robert McKim – kapitan Juan Ramón
- Charles Hill Mailes – Don Carlos Pulido
- Claire McDowell – Doña Catalina Pulido
- Noah Beery – sierżant Pedro Gonzáles
- George Periolat – gubernator Alvarado
- Sidney De Gray – Don Alejandro Vega
- Walt Whitman – ojciec Felipe
- Tote Du Crow – Bernardo
- Snitz Edwards – oberżysta
- Noah Beery Jr. – chłopiec
- Milton Berle – dziecko

## Odniesienia w kulturze popularnej
- W 1927 roku ukazała się parodia Znaku Zorro pod nazwą Córka Zorry[3].
- Znak Zorro był jedną z inspiracji do stworzenia Batmana[4][5]. W zeszycie komiksowym Batman (vol. 1) #459 Znak Zorro był filmem, z którego małoletni Bruce Wayne wracał z kina z rodzicami chwilę przed tym jak zostali zamordowani (gdy w większości interpretacji tej sceny jest to remake z 1940 roku)[6].
- W amerykańskim filmie Artysta (2011) Znak Zorro jest jednym z filmów oglądanych przez podupadłego George’a[7].
- W pilocie amerykańskiego serialu superbohaterskiego Batwoman fragment Znaku Zorro jest puszczany w nocnym maratonie Gotham City[8].
- We francusko-belgijskim filmie Cinéman (2009) tytułowy bohater o umiejętności wchodzenia do filmów wchodzi m.in. do środka Znaku Zorro[9].
- W odcinku amerykańskiego serialu kryminalnego Zakazane imperium, „The Ivory Towers”, dziewczyna Nucky’ego wspomina Znak Zorro próbując go przekonać do zapuszczenia wąsów[10].
- W amerykańskim serialu superbohaterskim Gotham, „Legend of the Dark Knight: Ace Chemicals”, Jeremiah Valeska kręci własną wersję Znaku Zorro jako sposób na drwinę z Bruce’a Wayne’a[11].